# Louis Geisler
Pour les articles homonymes, voir Geisler.
Louis Geisler, né à Metz le 8 février 1852 et mort à Raon-l'Étape le 23 février 1914, est un industriel, imprimeur, illustrateur et inventeur français.

## Parcours
Issu d'une famille messine qui a fui en 1870 la Moselle pour ne pas devenir allemande, Louis Geisler grandit à Raon-l'Étape dans les Vosges, où son père dirige une scierie puis une usine de pâte à papier, Les papeteries des Châtelles.
En 1881, Louis Geisler transforme l'usine paternelle et commence à produire de la feuille et propose un service de façonnage. Puis il invente la trichromophotogravure, permettant de reproduire une image à partir de trois couleurs, et une machine à régler en continu les feuilles destinées à former des cahiers.
Les papeteries des Châtelles, auxquelles s'ajoutent en 1883 celles de Lachapelle, ouvrent bientôt une succursale à Paris, l'Imprimerie Louis Geisler, au 14 bis rue des Minimes, comprenant aussi un atelier photographique couleurs et phototypie, qui attire de nombreux affichistes en vogue dont Maurice Lefebvre-Lourdet, des commanditaires comme le Théâtre Antoine, l'Olympia, des journaux et des éditeurs comme Paul Ollendorff et Paul-Émile Boutigny, lequel s'associe en 1901 à Geisler pour l'impression du magazine Cocorico.
Confiant ses usines à son fils Emmanuel, Louis Geisler s'investit lui-même dans l'illustration, dessinant et gravant des affiches marquées par le style Art nouveau.
L'adresse du siège parisien vers 1900 est au 10 rue Alfred-Stevens.

## Affiches

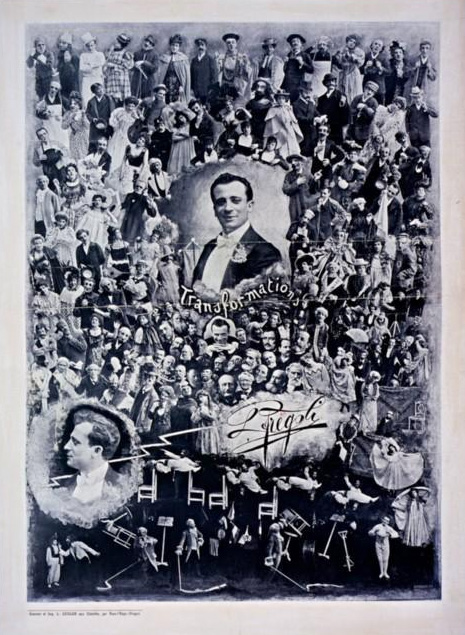
Transformations : L. Fregoli (1900)
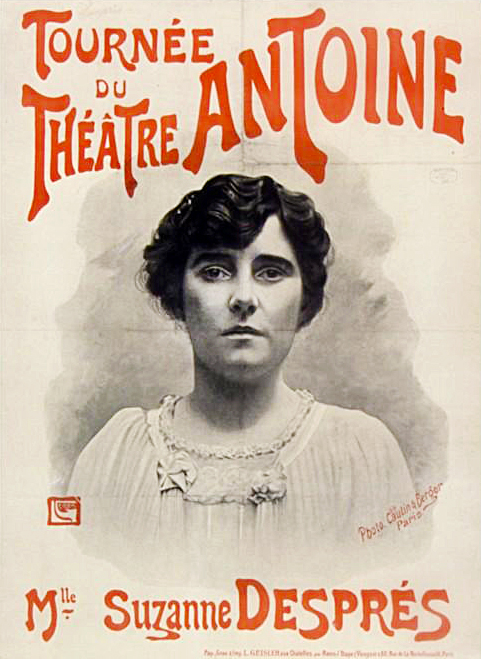
Suzanne Desprès au Théâtre Antoine : (1903)
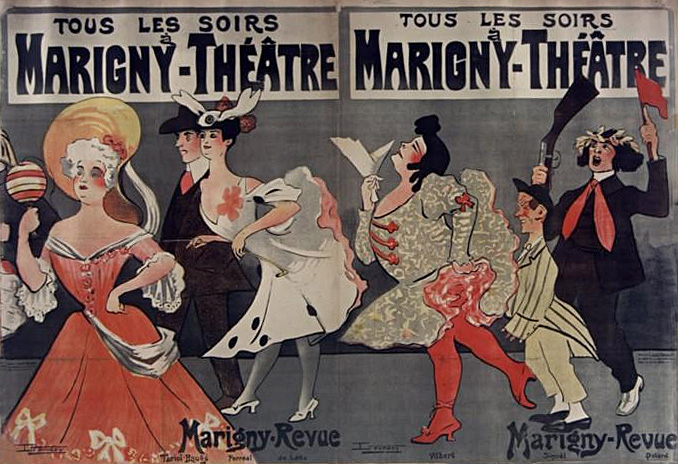
Revue au Théâtre Marigny (1906)
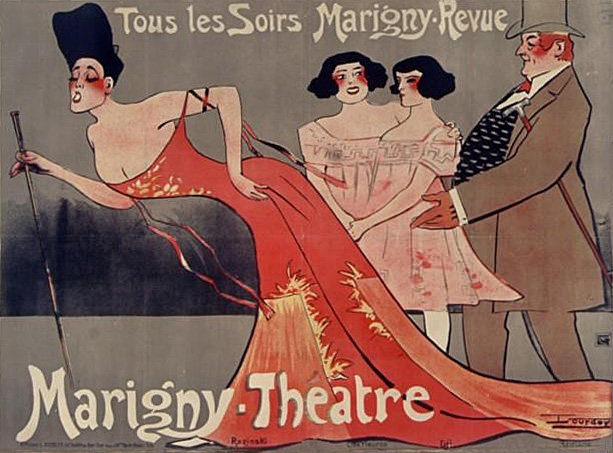
Revue au Théâtre Marigny (1906)

## Publications
- De l'Industrie du livre moderne, conférences faites aux Sociétés industrielles de l'Est (27 mai 1905) et de Mulhouse (29 novembre 1905).

## Hommages
Le lycée professionnel de Raon-l'Étape porte son nom.